# Mens sana in corpore sano
Mens sana in corpore sano ("mente sã em corpo são") é uma citação latina, derivada da Sátira X do poeta romano Juvenal. No contexto, a frase é parte da resposta do autor à questão sobre o que as pessoas deveriam desejar na vida (tradução livre):
| Deve-se pedir em oração que a mente seja sã num corpo são. Peça uma alma corajosa que careça do temor da morte, que ponha a longevidade em último lugar entre as bênçãos da natureza, que suporte qualquer tipo de labores, que desconheça a ira, nada cobice e creia mais nos labores selvagens de Hércules do que nas satisfações, nos banquetes e camas de plumas de um rei oriental (Sardananpalo). Revelarei aquilo que podes dar a ti próprio; Certamente, o único caminho de uma vida tranquila passa pela virtude. | orandum est ut sit mens sana in corpore sano. fortem posce animum mortis terrore carentem, qui spatium uitae extremum inter munera ponat naturae, qui ferre queat quoscumque labores, nesciat irasci, cupiat nihil et potiores Herculis aerumnas credat saeuosque labores et uenere et cenis et pluma Sardanapalli. monstro quod ipse tibi possis dare; semita certe tranquillae per uirtutem patet unica uitae. (10.356-64) |